# Percy Heath
Percy Heath (Wilmington, 30 april 1923 - Southampton, 28 april 2005) was een Amerikaans jazzcontrabassist.

## Biografie
Percy Heath groeide op in Philadelphia. Hij leerde eerst viool spelen en speelde in het schoolorkest viool tot hij zijn ideale instrument in de contrabas had gevonden. Nadat hij bij de United States Air Force had gediend, begon hij muziek te studeren aan de Granoff School of Music. In 1947 ging hij met zijn broer, de componist en saxofonist Jimmy Heath, naar New York, naar de band van Howard McGhee. Maar hij werkte ook samen met andere protagonisten van de moderne jazz, waaronder Charlie Parker, Thelonious Monk, Miles Davis, J.J. Johnson, Sonny Rollins en Fats Navarro.
Van 1950 tot 1952 was Percy Heath bassist in het sextet van Dizzy Gillespie. Vervolgens formeerde hij het Modern Jazz Quartet met drie vrienden van het Milt Jackson Quartet, dat in vier decennia internationale bekendheid zou verwerven door talloze optredens. Zijn partners waren afgezien van Milt Jackson (vibrafoon), John Aaron Lewis (piano) en Kenny Clarke (drums), allemaal uit de band rond Gillespie. In 1955 werkte hij aan het prestigieuze album Miles Davis en Milt Jackson Quintet/Sextet, waarmee zijn langdurige samenwerking met Miles Davis werd beëindigd. In 1961 werkte hij mee aan het album Homecoming van Elmo Hope.
In 1975 richtte hij de formatie The Heath Brothers op met zijn broers Jimmy en Albert Tootie Heath (drums). Hij werkte ook met Sarah Vaughan en was betrokken bij een groot aantal producties van de labels Prestige Records en Blue Note Records.
In 2002 ontving hij de Jazz Masters Fellowship van de NEA Foundation. Op 7 november 2003 trad hij op met zijn broers (The Night of the Brothers) en de Petrocca Brothers in de zesde JazzNight van Baden-Baden.

## Overlijden
Percy Heath overleed in april 2005 twee dagen voor zijn 82e verjaardag aan botkanker.

## Discografie
- 1952-1955: Modern Jazz Quartet, The Artistry of the Modern Jazz Quartet (Prestige Records)
- 1954: Miles Davis and the Modern Jazz Giants (Prestige Records)
- 1956: Miles Davis: Collectors' Items  (Prestige Records)
- 1958: Sonny Rollins and the Big Brass (MetroJazz Records)
- 1960: Jimmy Heath, Really Big! (Original Jazz Classics)
- 1976: Heath Brothers, Marchin’ On! (Strata-East Records)
- 1991: Heath Brothers, Brotherly Love (Antilles Records)
- 1992: Modern Jazz Quartet, Celebration (Atlantic Records)
- 2004: Jimmy Heath, A Love Song (Daddy Jazz)

- Bibsys: 1012097
- Biblioteca Nacional de España: XX1613582
- Bibliothèque nationale de France: cb13895074k (data)
- CiNii: DA12074831
- Gemeinsame Normdatei: 134400917
- International Standard Name Identifier: 0000 0001 1574 1504
- Library of Congress Control Number: n82099997
- Nationale Bibliotheek van Letland: 000247486
- MusicBrainz: 534362cd-66ed-45a8-9cba-b847dbf75b6f
- Nationale Bibliotheek van Israël: 987007315105605171
- Nederlandse Thesaurus van Auteursnamen: 07053540X
- Réseau des bibliothèques de Suisse occidentale: 02-A003356566
- Istituto Centrale per il Catalogo Unico: MODV279549
- LIBRIS: 256467
- SNAC: w6915spb
- Système universitaire de documentation: 086928007
- Virtual International Authority File: 71578162
- WorldCat: E39PBJjhD74Vjtby44tqJYBkjC